# Cefpodoxime
La cefpodoxime est une molécule antibiotique, une céphalosporine de 3e génération per os.

## Mode d'action
La cefpodoxime inhibe la Protéine de Liaison aux Pénicillines (PLP (en)), enzyme permettant la synthèse du peptidoglycane bactérien.

## Indications
La cefpodoxime est indiquée essentiellement pour les infections tel que les angines, les exacerbations de bronchopneumopathies chroniques obstructives, les bronchites, les otites moyennes aiguës, les pneumopathies et les sinusites.

## Effets indésirables
Diarrhées